# Caboy
Caboy (llamada oficialmente San Martiño de Caboi) es una parroquia y una aldea española del municipio de Otero de Rey, en la provincia de Lugo, Galicia.

## Otras denominaciones
La parroquia también es conocida por el nombre de San Martín de Caboi.

## Organización territorial
La parroquia está formada por cuatro entidades de población:
- Astariz
- Caboi
- Fontela
- Mato (O Mato)

## Demografía

### Parroquia
| Gráfica de evolución demográfica de Caboy (parroquia) entre 2000 y 2020 |
|                                                                         |
| Datos según el nomenclátor publicado por el INE.                        |

### Aldea
| Gráfica de evolución demográfica de Caboi (aldea) entre 2000 y 2020 |
|                                                                     |
| Datos según el nomenclátor publicado por el INE.                    |